# Daryl Braithwaite
Daryl Braithwaite, född 11 januari 1949 i Melbourne. Australisk sångare, mest känd från bandet Sherbet. Han har även haft en solokarriär med 15 singlar på Australiens top 40 med förstaplacerade You're My World och The Horses. Han har även gjort ett cameoframträdande i Grannar, där han sjöng Summer of Love på ett bröllop.